# سیارک ۱۲۸۳
سیارک ۱۲۸۳ (به انگلیسی: 1283 Komsomolia، نامگذاری:1925SC) هزار و دویست و هشتاد و سومین سیارک کشف شده‌است که در ۲۵ سپتامبر ۱۹۲۵ و در رصدخانه سایمیز کشف شد.
قدر مطلق سیارک برابر ۱۰٫۳۰ است.